# M/G/1-típusú sorbanállás
A sorbanállás-elméletben az M/G/1-típusú sorbanállás olyan sorbanállási modell, ahol a beérkező entitások véletlenszerűek (M), a Poisson-folyamat szerint, a szolgáltatási idő (G) általános eloszlású, és egy kiszolgáló van.
A jelölés a Kendall-féle jelölést követi, és ennek a kiterjesztése a M/M/1-típusú sorbanállás, ahol a szolgáltatási idő exponenciális eloszlású.
Az M/G/1-típusú sorbanállás modellezi a rögzített fejű merevlemez működését.

## A modell működése
A sorbanállás sztochasztikus folyamat, melynek állapottere {0,1,2,3...}, ahol a sorbanállók száma megfelel a számoknak. Az i - i+1 átmenet jelzi, hogy új sorbanálló tag érkezett. Az ilyen érkezések közötti időnek exponenciális eloszlása van, λ paraméterrel.
Az i - i-1 átmenet jelzi, hogy egy tagot kiszolgáltak a sorból, és távozott. A kiszolgáláshoz szükséges idő általános eloszlási függvény szerint történik. Az érkezés és kiszolgálás közötti idő hossza valószínűségi változó, és feltételezhetően független más paraméterektől.

## Sorbanállás hossza
Az állandósult sor hossz-eloszlásának generátor függvényét a Pollaczek–Khinchine transzformáció adja meg:
{\displaystyle \Pi (z)={\frac {(1-\rho )(1-z)G(z)}{G(z)-z}}}
ahol {\displaystyle G(z)=B^{*}[[\lambda (1-z)]} and {\displaystyle B^{*}} a kiszolgálási idő eloszlásának Laplace–Stieltjes transzformációja.
A Pollaczek–Khinchine-formula megadja a rendszer átlagos sorbanállási hosszát és az átlagos várakozási időt.
Mivel az érkezéseket a Poisson-folyamat határozza meg, az érkezési elmélet érvényes.

## M/G/1 típusú Markov-lánc
Tekintsük az M/G/1 sorbanállás beágyazott Markov-láncát, ahol az érkezés után azonnali időpontokat nézzük. Az ügyfélt zéró másodperc alatt kiszolgálják. A távozások között, 0, 1, 2, 3,…érkezés lehetséges. Így a lánc i–ből i-1, i, i+1, i+2…be mozoghat, ….
A beágyazott Markov-lánc átmeneti mátrixa:
{\displaystyle P={\begin{pmatrix}a_{0}&a_{1}&a_{2}&a_{3}&a_{4}&\cdots \\a_{0}&a_{1}&a_{2}&a_{3}&a_{4}&\cdots \\0&a_{0}&a_{1}&a_{2}&a_{3}&\cdots \\0&0&a_{0}&a_{1}&a_{2}&\cdots \\0&0&0&a_{0}&a_{1}&\cdots \\\vdots &\vdots &\vdots &\vdots &\vdots &\ddots \end{pmatrix}}}
ahol:
{\displaystyle a_{v}=\int _{0}^{\infty }e^{-\lambda u}{\frac {(\lambda u)^{v}}{v!}}{\text{d}}F(u)~{\text{ for }}v\geq 0}
és F(u) a kiszolgálási idő eloszlása, λ a Poisson-féle érkezési ráta a sorba.
A Markov-láncot a generátor mátrixxal, vagy mátrix blokkal, az M/G/1-típusú Markov-láncnak hívják, mely kifejezést M. F. Neuts-től származik.
Egy stacionárius M/G/1-típusú Markov-lánc a Ramaswami-formulával számítható.

## Több kiszolgáló esete
Egy M/G/k-típusú sorbanállás, ahol k>1 számú kiszolgáló van, még nyitott probléma. Ebben a modellben, az érkezések Poisson-folyamat szerint történnek, és bármely kiszolgáló elláthatja a bejövőt.
Különböző szerzők számos közelítést alkottak a sorbanállás átlagos nagyságára, az átlagos késleltetési időre és az állandó eloszlásra.